# Dave (Belgique)
Pour les articles homonymes, voir Dave.
Dave (en wallon Dåve) est une section de la ville belge de Namur située en Wallonie dans la province de Namur. C'était une commune à part entière jusqu'à la fusion des communes de 1977.
Le village est traversé par la Meuse.

## Démographie
- Sources:INS, Rem:1831 jusqu'en 1970=recensements, 1976= nombre d'habitants au 31 décembre
- 1866: Scission de Naninne en 1859.

## Liste des bourgmestres de 1830 à 1977

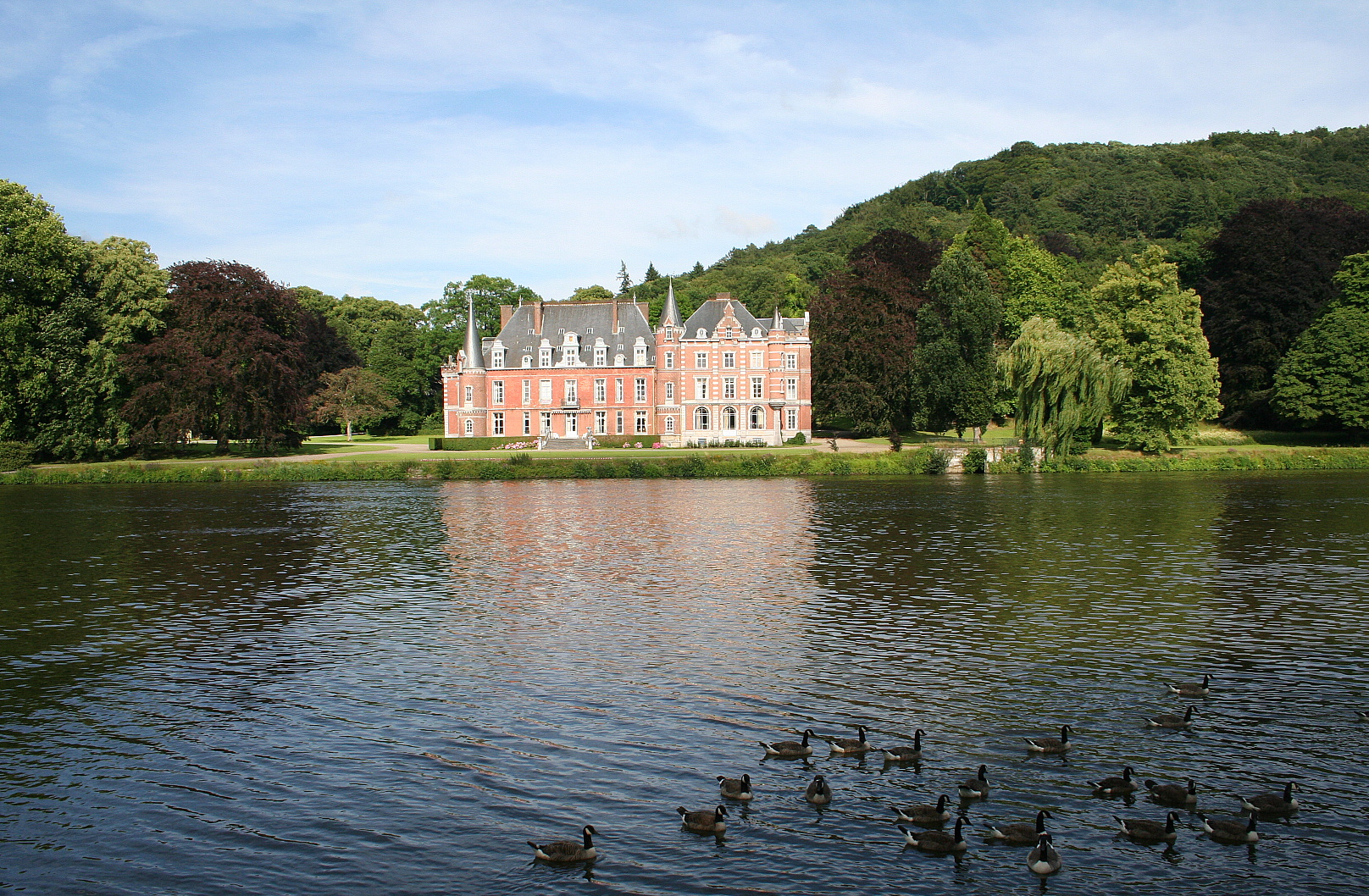
La Meuse et le château 'Fernan Nunez' (XVIIe siècle).

## Patrimoine et culture

### Patrimoine

#### Le château de Dave
Le château Fernan Nunez ou château de Dave est sis en bord de Meuse. Il a été construit au XIVe siècle, mais fut ruiné et par la suite rebâti, transformé et agrandi aux XVIIIe et XIXe siècles par les ducs Fernan Nunez.

#### Eglise Saint-Martin

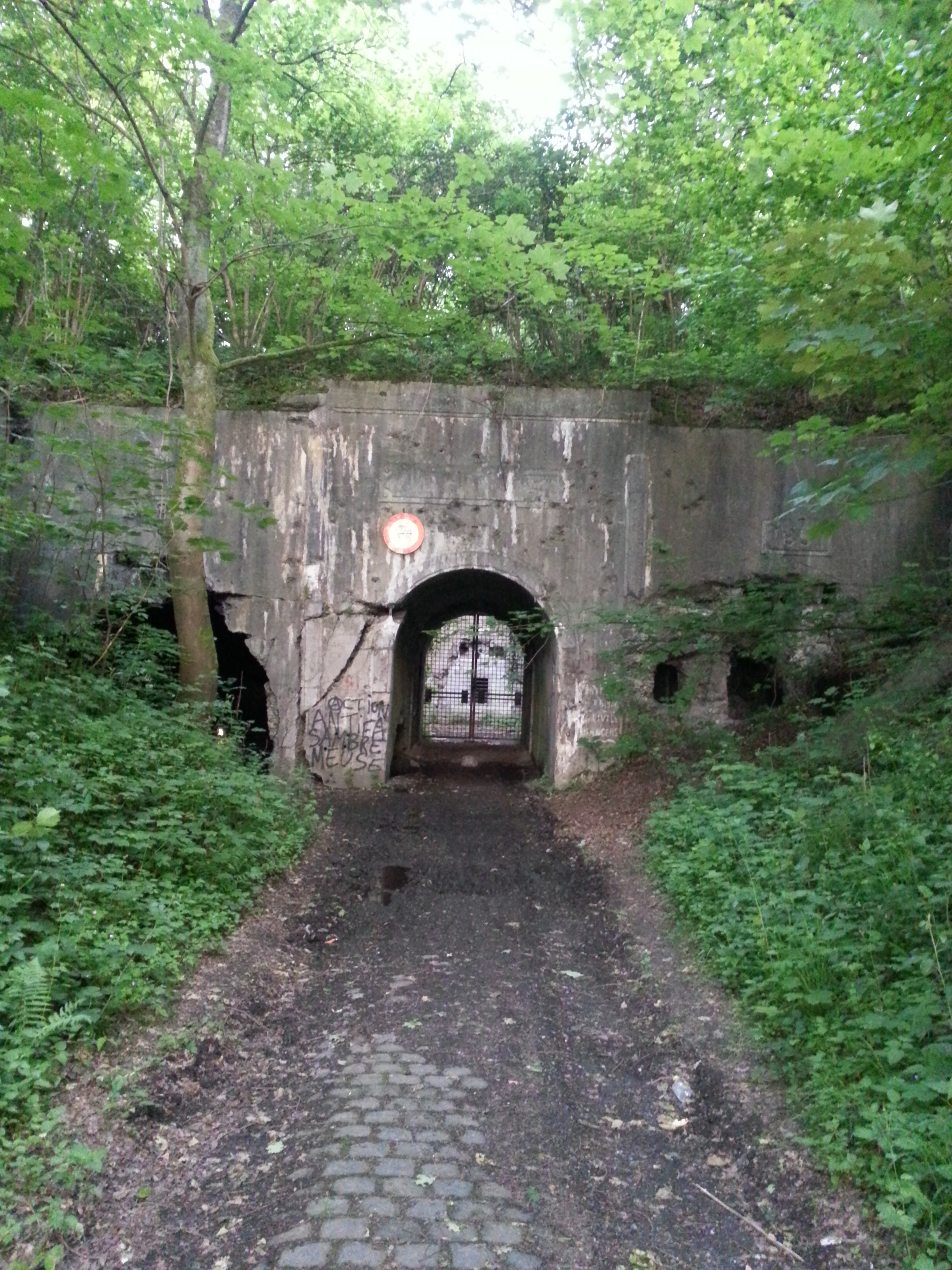
Entrée du fort de Dave.

Petite bâtisse d'origine romane en grande partie reconstruite au cours des siècles suivants.

#### Le fort de Dave
Le fort de Dave servit à la défense de Namur durant les deux guerres mondiales, en 1914 et, en 1940, il fut le dernier à se rendre, le 24 mai (le jour où commençait la bataille de la Lys), après le retrait des fantassins de la PFN (position fortifiée de Namur), du fait du franchissement de la Meuse un peu plus au sud, à Houx et à Leffe. L'historien Jacques Vandenbroucke écrit : « Le combat livré par les forts namurois depuis le 15 mai 1940 est totalement incroyable compte tenu des conditions du terrain », par « des Wallons issus d'un recrutement très régional ». Il se plaint que rien ne vient évoquer cette résistance à Namur et rappelle que Le Figaro entre autres, salua cette résistance. Celle de 1914, à Liège et à Namur avait permis de ralentir considérablement l'avance de l'armée allemande, deux historiens irlandais y insistent, John Horne et Alan Kramer dans leur livre sur les atrocités allemandes (où ils expliquent aussi très longuement les raisons des massacres de civils en août 1914).

#### L'île de Dave
L'île de Dave est la plus grande île fluviale de Belgique. Elle est située sur la Meuse à environ 5 kilomètres au sud de la ville de Namur en Région wallonne. Elle se trouve à proximité des villages de Dave (rive droite) et de Wépion (rive gauche) qui sont séparés par le fleuve. L’île est une réserve naturelle riche en faune et en flore.
Les arbres et les plantes présents sont par exemple le frêne, l'aulne, le saule, le peuplier, la reine-des-prés, l'angélique, et la cardamine. Du côté de la faune, on peut y apercevoir des grèbes huppés, des martins-pêcheurs, des oies, des harles bièvres et des hérons cendrés.

#### L'Islia
Juste en face de l'île de Dave se trouve un autre château, plus petit, dont la partie la plus ancienne, située à l'arrière, date du début du XVIIIe siècle ; une partie plus récente, en style anglais, est construite en 1865 par l'architecte Alphonse Balat, qui a également conçu les serres royales de Laeken. Le château, le parc protégé ainsi que les prés alentour sont classés et appartiennent à la famille de Wasseige. C'est pourquoi le château est aussi parfois nommé château de Wasseige ; il est cependant plus fréquemment désigné par le nom « L'Islia ».